# غوشناطية غردنرية
غوشناطية غردنرية (الاسم العلمي:Gochnatia gardneri) هي نوع من النباتات تتبع جنس الغوشناطية من الفصيلة النجمية.